# 八德路 (鳳山區)
八德路（Bade Rd.）為高雄市鳳山區的道路，大致呈反S形，起端為鳳松路，末端為青年路二段，共分為二段，文龍東路為分段點。是鳳山文山特區的重要道路之一。

## 行經行政區域
- 鳳山區

## 分段
八德路共分為二個部分：
- 八德路：東起於鳳松路口，在文殿街口轉為南北向，北於文龍東路口接八德路二段。
- 八德路二段：南於文龍東路口接八德路，之後轉為ㄇ字型，並往南止於青年路二段口。

## 沿線設施
（由東至西）
- 八德路：
  - 美廉社鳳山八德店
  - 7-ELEVEN德文門市
  - 萊爾富鳳山文衡店
  - 中華郵政高雄文山郵局
  - 7-ELEVEN文衡門市
  - 行政院環境保護署環境督察總隊南區環境督察大隊
  - 高雄市鳳山區文德國小
  - 鳳山區農會文山辦事處
- 八德路二段：
  - 7-ELEVEN美澄門市
  - Curves鳯山青年店

## 公共自行車
- 高雄市公共自行車租賃系統：
  - 八德八德路二段142巷口：八德路二段/八德路二段142巷(東南側)
  - 文勇八德路口：文勇街/八德路(西北側)

## 相關連結
- 高雄市主要道路列表